# プンタ・ズムスタイン
プンタ・ズムスタイン（伊: Punta Zumstein, 独: Zumsteinspitze）は、イタリア・スイス国境にあるモンテ・ローザ山群の峰の一つ。
1820年8月1日、登山家のJosephとJohann Niklaus Vincent, Joseph Zumstein(ドイツ), Molinatti(イタリア)に初登頂された。

## 山小屋
- カパンナ・レジナ・マルゲリータの山小屋 (マルゲリータ・ディ・サヴォイア＝ジェノヴァ) it:Capanna Regina Margherita (4,554m)